# Campeonato Europeu Sub-20 de Atletismo de 2021
O Campeonato Europeu Sub-20 de Atletismo de 2021 foi a 26ª edição do torneio organizada pela Associação Europeia de Atletismo para atletas com menos de vinte anos, classificados como Sub-20. O evento foi realizado no Kadrioru staadion, em Tallinn, na Estónia, entre 15 e 18 de julho de 2021. Foram disputados 44 provas no campeonato, no qual participaram 1.230 atletas de 46 nacionalidades. O Campeonato Europeu Sub-23 de Atletismo de 2021 foi realizado no mesmo local uma semana antes, após a renúncia de Bergen devido ao corona vírus. Teve como destaque o Reino Unido com seis medalhas de ouro. 

## Medalhistas
Esses foram os resultados do campeonato. 

### Masculino
| Evento                      | Ouro | Ouro           | Prata                                                                                            | Prata         | Bronze                                                                                         | Bronze   |
| --------------------------- | --- | -------------- | ------------------------------------------------------------------------------------------------ | ------------- | ---------------------------------------------------------------------------------------------- | -------- |
| 100 metros                  | Toby Makoyawo · Reino Unido                                                                                         | 10.25 = EU20L  | Jeff Erius · França                                                                              | 10.27 EU18L   | Matteo Melluzzo · Itália                                                                       | 10.31    |
| 200 metros                  | Derek Kinlock · Reino Unido                                                                                         | 20.72          | Eduard Kubelík · Chéquia                                                                         | 20.82 NU20R   | Federico Guglielmi · Itália                                                                    | 20.98    |
| 400 metros                  | Edward Faulds · Reino Unido                                                                                         | 45.72 EU20L    | Lorenzo Benati · Itália                                                                          | 46.27         | Håvard Bentdal Ingvaldsen · Noruega                                                            | 46.70    |
| 800 metros                  | Krzysztof Różnicki · Polónia                                                                                        | 1:47.44        | Kacper Lewalski · Polónia                                                                        | 1:48.50       | Yanis Meziane · França                                                                         | 1:48.56  |
| 1 500 metros                | Cian McPhillips · Irlanda                                                                                           | 3:46.55        | Rick van Riel · Países Baixos                                                                    | 3:46.69       | Henry McLuckie · Reino Unido                                                                   | 3:47.15  |
| 3 000 metros                | Nicholas Griggs · Irlanda                                                                                           | 8:17.18        | Yassin Mohumed · Alemanha                                                                        | 8:18.36       | Alex Melloy · Reino Unido                                                                      | 8:18.49  |
| 5 000 metros                | Joel Ibler Lillesø · Dinamarca                                                                                      | 14:32.93       | David Cantero · Espanha                                                                          | 14:33.55      | Bastian Mrochen · Alemanha                                                                     | 14:34.04 |
| 10 km marcha atlética       | Paul McGrath · Espanha                                                                                              | 42:32.19       | Mert Kahraman · Turquia                                                                          | 42:37.83      | Dmitriy Gramachkov Atletas Neutros Autorizados                                                 | 42:39.25 |
| 110 metros barreiras        | Sasha Zhoya · França                                                                                                | 13.05          | Matthew Sophia · Países Baixos                                                                   | 13.26         | Lorenzo Simonelli · Itália                                                                     | 13.34    |
| 400 metros barreiras        | Berke Akçam · Turquia                                                                                               | 50.70          | Oskar Edlund · Suécia                                                                            | 51.15         | Dominik Škorjanc · Croácia                                                                     | 51.78    |
| 3.000 metros com obstáculos | Pol Oriach · Espanha                                                                                                | 8:41.36 EU20L  | Axel Vang Christensen · Dinamarca                                                                | 8:42.75 EU18L | Cesare Caiani · Itália                                                                         | 8:50.16  |
| 4×100 metros estafetas      | Reino Unido · Joseph Harding · Jeriel Quainoo · Toby Makoyawo · Ethan Wiltshire                                     | 39.74          | Países Baixos · Matthew Sophia · Nsikak Ekpo · Keitharo Oosterwolde · Xavi Mo-Ajok               | 40.07         | Itália · Angelo Ulisse · Filippo Cappelletti · Federico Guglielmi · Matteo Melluzzo            | 40.18    |
| 4×400 metros estafetas      | Reino Unido · Brodie Young · Samuel Reardon · Charlie Carvell · Edward Faulds · Reuben Henry-Daire* · Daniel Joyce* | 3:05.25 WU20L  | Itália · Stefano Grendene · Tommaso Boninti · Francesco Pernici · Lorenzo Benati · Neil Antonel* | 3:07.13       | Alemanha · Jan-Lukas Schröder · Max Tank · Malik Skupin-Alfa · Okai Charles · Friedrich Rumpf* | 3:08.09  |
| Salto em altura             | Jonathan Kapitolnik · Israel                                                                                        | 2.25 EU20L     | Mateusz Kołodziejski · Polónia                                                                   | 2.23          | Sam Brereton · Reino Unido                                                                     | 2.17     |
| Salto com vara              | Anthony Ammirati · França                                                                                           | 5.64           | Matvei Volkov · Bielorrússia                                                                     | 5.44          | Oleksandr Onufriyev · Ucrânia                                                                  | 5.44     |
| Salto em comprimento        | Oliver Koletzko · Alemanha                                                                                          | 7.98 WU20L     | Bryan Mucret · França                                                                            | 7.93          | Erwan Konate · França                                                                          | 7.91     |
| Salto triplo                | Gabriel Wallmark · Suécia                                                                                           | 16.39 WU20L    | Dimitar Tashev · Bulgária                                                                        | 16.18         | Viktor Morozov · Estónia                                                                       | 16.14    |
| Arremesso de peso           | Muhamet Ramadani · Kosovo                                                                                           | 19.92 NU20R    | Ilya Misouski · Bielorrússia                                                                     | 19.49         | Claudio Stoessel · Alemanha                                                                    | 19.43    |
| Lançamento de disco         | Mykolas Alekna · Lituânia                                                                                           | 68.00          | Magnus Zimmermann · Alemanha                                                                     | 61.55         | Uladzislau Puchko · Bielorrússia                                                               | 61.06    |
| Lançamento do martelo       | Dawid Piłat · Polónia                                                                                               | 79.59 NU20R    | Merlin Hummel · Alemanha                                                                         | 79.32         | Jean-Baptiste Bruxelle · França                                                                | 77.90    |
| Lançamento do dardo         | Artur Felfner · Ucrânia                                                                                             | 78.41 WU20L    | Onni Ruokangas · Finlândia                                                                       | 73.06         | Lenny Brisseault · França                                                                      | 72.62    |
| Decatlo                     | Jente Hauttekeete · Bélgica                                                                                         | 8150 pts WU20L | Sander Skotheim · Noruega                                                                        | 8012 pts      | Téo Bastien · França                                                                           | 7722 pts |

* Indica que o atleta só competiu nas baterias e recebeu medalhas.

### Feminino
| Evento                      | Ouro                                                                        | Ouro           | Prata                                                                         | Prata          | Bronze                                                                            | Bronze       |
| --------------------------- | --------------------------------------------------------------------------- | -------------- | ----------------------------------------------------------------------------- | -------------- | --------------------------------------------------------------------------------- | ------------ |
| 100 metros                  | Rhasidat Adeleke · Irlanda                                                  | 11.34          | Ivana Ilić · Sérvia                                                           | 11.42          | Joy Eze · Reino Unido                                                             | 11.44 EU18L  |
| 200 metros                  | Rhasidat Adeleke · Irlanda                                                  | 22.90 , EU20L  | Minke Bisschops · Países Baixos                                               | 23.55          | Success Eduan · Reino Unido                                                       | 23.62        |
| 400 metros                  | Kornelia Lesiewicz · Polónia                                                | 52.46          | Mary John · Reino Unido                                                       | 53.06          | Veronika Arkhipova Atletas Neutros Autorizados                                    | 53.41        |
| 800 metros                  | Audrey Werro · Suíça                                                        | 2:03.12        | Svitlana Zhulzhyk · Ucrânia                                                   | 2:04.02        | Valentina Rosamilia · Suíça                                                       | 2:04.08      |
| 1 500 metros                | Ingeborg Østgård · Noruega                                                  | 4:19.75        | Marina Martinez · Espanha                                                     | 4:20.35        | Mireya Arnedillo · Espanha                                                        | 4:21.29      |
| 3 000 metros                | Ilona Mononen · Finlândia                                                   | 9:15.66        | Sofia Thøgersen · Dinamarca                                                   | 9:16.43 EU18L  | Ina Halle Haugen · Noruega                                                        | 9:16.47      |
| 5 000 metros                | Carla Domínguez · Espanha                                                   | 16:16.57       | Agate Caune · Letônia                                                         | 16:17.56 EU18L | Emma Heckel · Alemanha                                                            | 16:20.18     |
| 10 km marcha atlética       | Yuliya Khalilova Atletas Neutros Autorizados                                | 46:14.21 EU20L | Eliška Martínková · Chéquia                                                   | 46:23.74       | Maële Biré-Heslouis · França                                                      | 46:32.94     |
| 100 metros barreiras        | Ditaji Kambundji · Suíça                                                    | 13.03          | Weronika Barcz · Polónia                                                      | 13.42          | Marika Majewska · Polónia                                                         | 13.46        |
| 400 metros barreiras        | Andrea Rooth · Noruega                                                      | 57.16 EU20L    | Moa Granat · Suécia                                                           | 57.94          | Martha K.D. Rasmussen · Dinamarca                                                 | 58.30        |
| 3.000 metros com obstáculos | Olivia Gürth · Alemanha                                                     | 9:59.15        | Gréta Varga · Hungria                                                         | 9:59.17        | Sevval Özdoğan · Turquia                                                          | 10:07.84     |
| 4×100 metros estafetas      | Reino Unido · Alyson Bell · Eve Wright · Joy Eze · Success Eduan            | 44.62          | Alemanha · Cheyenne Kuhn · Sina Kammerschmitt · Antonia Dellert · Holly Okuku | 44.68          | Polónia · Dorota Puzio · Monika Romaszko · Marta Zimna · Magdalena Niemczyk       | 44.79        |
| 4×400 metros estafetas      | Alemanha · Lena Leege · Lara-Noelle Steinbrecher · Anna Hense · Maja Schorr | 3:35.38 WU20L  | Espanha · Carmen Avilés · Berta Segura · Sofia Cosculluela · Lucia Pinacchio  | 3:36.10 NU23R  | Itália · Alessandra Iezzi · Federica Pansini · Angelica Ghergo · Alexandra Almici | 3:36.31      |
| Salto em altura             | Britt Veerman · Países Baixos                                               | 1.88 = NU23R   | Natalya Spiridonova Atletas Neutros Autorizados                               | 1.86           | Elisabeth Pihela · Estónia                                                        | 1.86 =       |
| Salto com vara              | Sarah Franziska Vogel · Alemanha                                            | 4.30           | Emma Brentel · França                                                         | 4.20           | Lisa Gruber · Áustria                                                             | 4.15 = NU20R |
| Salto em comprimento        | Maja Åskag · Suécia                                                         | 6.80           | Tessy Ebosele · Espanha                                                       | 6.63           | Mikaelle Assani · Alemanha                                                        | 6.62         |
| Salto triplo                | Maja Åskag · Suécia                                                         | 14.05 EU20L    | Valeriya Volovlikova Atletas Neutros Autorizados                              | 13.65          | Darja Sopova · Letônia                                                            | 13.62 NU20R  |
| Arremesso de peso           | Pınar Akyol · Turquia                                                       | 16.80          | Alida van Daalen · Países Baixos                                              | 16.56          | Nina Chioma Ndubuisi · Alemanha                                                   | 15.71 WU20L  |
| Lançamento de disco         | Violetta Ignatyeva Atletas Neutros Autorizados                              | 58.65          | Alida van Daalen · Países Baixos                                              | 55.63          | Alina Nikitsenka · Bielorrússia                                                   | 55.04        |
| Lançamento do martelo       | Silja Kosonen · Finlândia                                                   | 71.06          | Rose Loga · França                                                            | 67.70          | Maryola Bukel · Bielorrússia                                                      | 63.25        |
| Lançamento do dardo         | Elina Tzengko · Grécia                                                      | 61.18          | Adriana Vilagoš · Sérvia                                                      | 60.44          | Anni-Linnea Alanen · Finlândia                                                    | 54.80        |
| Heptatlo                    | Saga Vanninen · Finlândia                                                   | 6271 pts WU20L | Sofie Dokter · Países Baixos                                                  | 5878 pts       | Marie Dehning · Alemanha                                                          | 5778 pts     |

## Quadro de medalhas
O quadro de medalhas foi publicado. 
| Ordem | País                        | Medalha de ouro | Medalha de prata | Medalha de bronze | Total |
| ----- | --------------------------- | --------------- | ---------------- | ----------------- | ----- |
| 1     | Reino Unido                 | 6               | 1                | 5                 | 12    |
| 2     | Alemanha                    | 4               | 4                | 7                 | 15    |
| 3     | Irlanda                     | 4               | 0                | 0                 | 4     |
| 4     | Espanha                     | 3               | 4                | 1                 | 8     |
| 5     | Polónia                     | 3               | 3                | 2                 | 8     |
| 6     | Suécia                      | 3               | 2                | 0                 | 5     |
| 7     | Finlândia                   | 3               | 1                | 1                 | 5     |
| 8     | França                      | 2               | 4                | 6                 | 12    |
| -     | Atletas Neutros Autorizados | 2               | 2                | 2                 | 6     |
| 9     | Noruega                     | 2               | 1                | 2                 | 5     |
| 10    | Turquia                     | 2               | 1                | 1                 | 4     |
| 11    | Suíça                       | 2               | 0                | 1                 | 3     |
| 12    | Países Baixos               | 1               | 7                | 0                 | 8     |
| 13    | Dinamarca                   | 1               | 2                | 1                 | 4     |
| 14    | Ucrânia                     | 1               | 1                | 1                 | 3     |
| 15    | Bélgica                     | 1               | 0                | 0                 | 1     |
| 15    | Grécia                      | 1               | 0                | 0                 | 1     |
| 15    | Israel                      | 1               | 0                | 0                 | 1     |
| 15    | Kosovo                      | 1               | 0                | 0                 | 1     |
| 15    | Lituânia                    | 1               | 0                | 0                 | 1     |
| 20    | Itália                      | 0               | 2                | 6                 | 8     |
| 21    | Bielorrússia                | 0               | 2                | 3                 | 5     |
| 22    | Chéquia                     | 0               | 2                | 0                 | 2     |
| 22    | Sérvia                      | 0               | 2                | 0                 | 2     |
| 24    | Letônia                     | 0               | 1                | 1                 | 2     |
| 25    | Bulgária                    | 0               | 1                | 0                 | 1     |
| 25    | Hungria                     | 0               | 1                | 0                 | 1     |
| 27    | Estónia                     | 0               | 0                | 2                 | 2     |
| 28    | Áustria                     | 0               | 0                | 1                 | 1     |
| 28    | Croácia                     | 0               | 0                | 1                 | 1     |
| Total | Total                       | 44              | 44               | 44                | 132   |

## Participantes por nacionalidade
Um total de 1.230 atletas de 46 países participaram do campeonato. 
- Andorra (2)
- Armênia (3)
- Áustria (19)
- Atletas Neutros Autorizados (24)
- Bielorrússia (31)
- Bélgica (23)
- Bulgária (7)
- Croácia (13)
- Chipre (8)
- Chéquia (53)
- Dinamarca (13)
- Estónia (39)
- Finlândia (45)
- França (59)
- Geórgia (1)
- Alemanha (95)
- Gibraltar (1)
- Grã-Bretanha (67)
- Grécia (39)
- Hungria (41)
- Islândia (3)
- Irlanda (33)
- Israel (17)
- Itália (87)
- Kosovo (1)
- Letônia (23)
- Liechtenstein (1)
- Lituânia (12)
- Luxemburgo (1)
- Malta (3)
- Moldávia (2)
- Mónaco (1)
- Países Baixos (25)
- Noruega (41)
- Polónia (62)
- Portugal (18)
- Roménia (17)
- San Marino (1)
- Sérvia (12)
- Eslováquia (20)
- Eslovênia (20)
- Espanha (70)
- Suécia (50)
- Suíça  (41)
- Turquia (46)
- Ucrânia (40)

Legenda
| Recorde mundial       | Recorde mundial (World record)               |                       | Recorde africano                      | Recorde africano (African) |                                           | Q | Classificado por posição (Qualified) |
| Recorde do campeonato | Recorde do campeonato (Championship record)  | Recorde da América    | Recorde da América (Americas)         | q                          | Classificado por melhor tempo (Qualified) |   |                                      |
| Melhor marca do ano   | Melhor marca do ano (World leading)          | Recorde asiático      | Recorde asiático (Asian)              | DNS                        | Não largou (Did not start)                |   |                                      |
| Recorde nacional      | Recorde nacional (National record)           | Recorde europeu       | Recorde europeu (European)            | DNF                        | Não terminou (Did not finish)             |   |                                      |
| Recorde pessoal       | Recorde pessoal do atleta (Personal best)    | Recorde da Oceania    | Recorde da Oceania (Oceania)          | DSQ / DQ                   | Desclassificado (Disqualified)            |   |                                      |
| Recorde da temporada  | Recorde da temporada do atleta (Season best) | Recorde sul-americano | Recorde sul-americano (South America) | NM                         | Sem marca (No mark)                       |   |                                      |